# Ronaldo Vieira
Ronaldo Vieira Nan (Bissau, 20 juli 1998) is een Engels-Portugees voetballer van Guinee-Bissause afkomst die doorgaans als centrale middenvelder speelt. Hij verruilde Leeds United in augustus 2018 voor UC Sampdoria.

## Clubcarrière
Vieira werd geboren in Guinee-Bissau, maar groeide op in Portugal, waar hij in de jeugdacademie van Benfica speelde. In 2011 trok hij met zijn familie naar Engeland voor zijn voetbalcarrière. Na omzwervingen bij kleinere Engelse clubs kwam de middenvelder in september 2015 bij Leeds United terecht. Op 5 mei 2016 tekende hij een tweejarig contract. Twee dagen later debuteerde hij in de Championship als invaller tegen Preston North End.

## Clubstatistieken
| Seizoen     | Club            | Competitie       | Competitie | Competitie | Beker | Beker | Internationaal | Internationaal | Totaal | Totaal |
| Seizoen     | Club            | Competitie       | Wed.       | Dlp.       | Wed.  | Dlp.  | Wed.           | Dlp.           | Wed.   | Dlp.   |
| ----------- | --------------- | ---------------- | ---------- | ---------- | ----- | ----- | -------------- | -------------- | ------ | ------ |
| 2015/16     | Leeds United    | EFL Championship | 1          | 0          | 0     | 0     | -              | -              | 1      | 0      |
| 2016/17     | Leeds United    | EFL Championship | 34         | 1          | 4     | 0     | -              | -              | 38     | 1      |
| 2017/18     | Leeds United    | EFL Championship | 28         | 0          | 4     | 1     | -              | -              | 32     | 1      |
| Club Totaal | Club Totaal     | Club Totaal      | 63         | 1          | 8     | 1     | 0              | 0              | 71     | 2      |
| 2018/19     | UC Sampdoria    | Serie A          | 14         | 0          | 1     | 0     | -              | -              | 15     | 0      |
| 2019/20     | UC Sampdoria    | Serie A          | 27         | 0          | 2     | 0     | -              | -              | 29     | 0      |
| Club Totaal | Club Totaal     | Club Totaal      | 41         | 0          | 3     | 0     | 0              | 0              | 44     | 0      |
| 2020/21     | → Hellas Verona | Serie A          | 4          | 0          | 1     | 1     | -              | -              | 5      | 1      |
| Club Totaal | Club Totaal     | Club Totaal      | 4          | 0          | 1     | 1     | 0              | 0              | 5      | 1      |
| 2021/22     | UC Sampdoria    | Serie A          | 0          | 0          | 0     | 0     | -              | -              | 0      | 0      |
| Club Totaal | Club Totaal     | Club Totaal      | 41         | 0          | 3     | 0     | 0              | 0              | 44     | 0      |
| TOTAAL      | TOTAAL          | TOTAAL           | 108        | 1          | 12    | 2     | 0              | 0              | 120    | 3      |

1 Montipò ·
3 Frese ·
4 Daniliuc ·
5 Faraoni  ·
6 Belahyane ·
7 Lambourde ·
8 Lazović ·
9 Sarr ·
10 Mitrović ·
11 Tengstedt · 
12 Bradarić ·
13 Cruz ·
14 Livramento ·
15 Okou ·
16 Chiesa ·
17 Sishuba ·
18 Harroui ·
20 Kastanos ·
21 Silva ·
22 Berardi ·
23 Magnani ·
25 Serdar ·
27 Dawidowicz ·
28 Luna ·
29 Alidou ·
31 Suslov ·
33 Duda ·
34 Perilli ·
35 Mosquera ·
38 Tchatchoua ·
42 Coppola ·
72 Ajayi ·
80 Cissé ·
82 Corradi ·
87 Ghilardi ·
99 Nwanege ·
Coach: Baroni
· Assistent-coach: Bocchetti